# Jimmy Smits

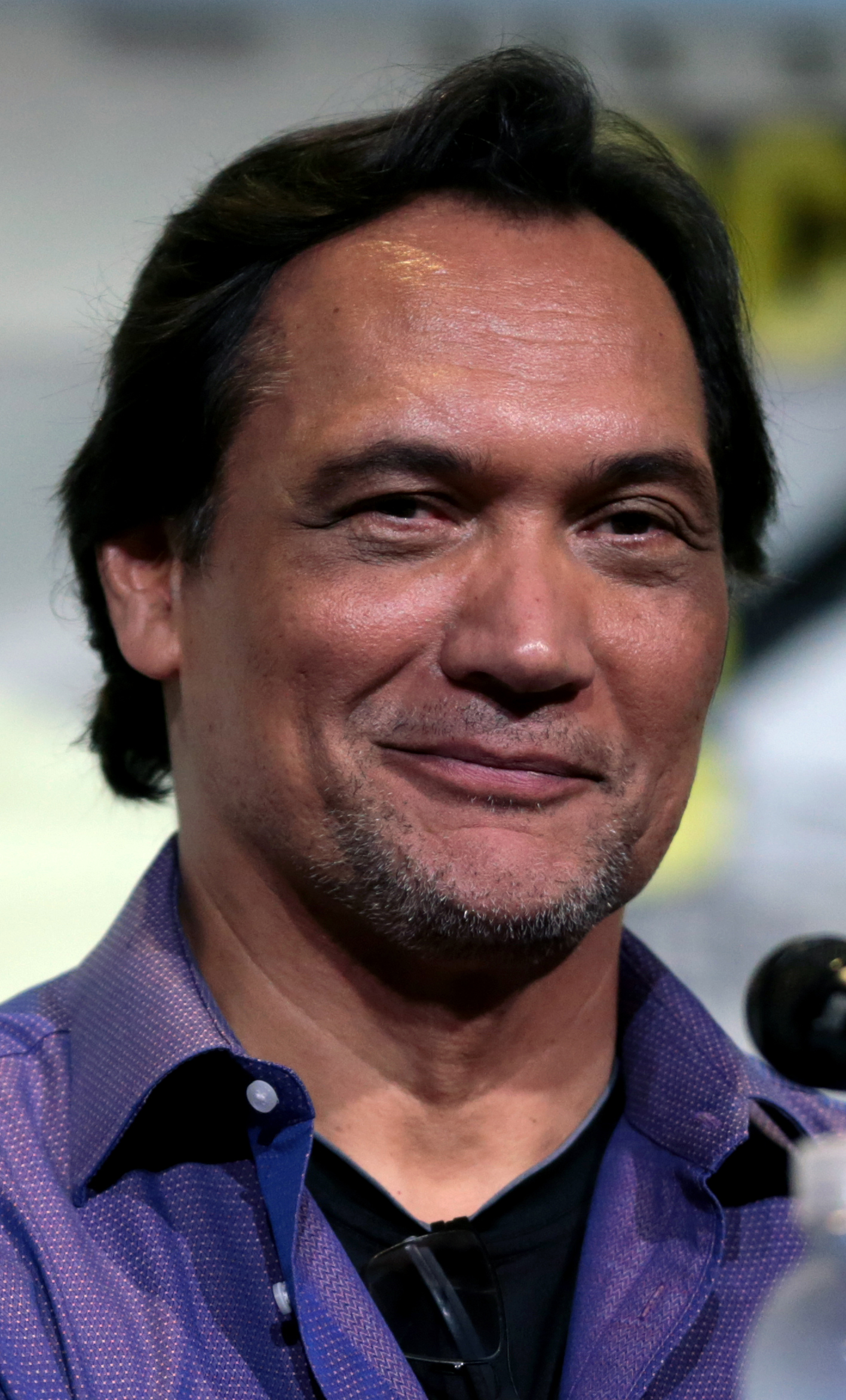
Jimmy Smits (2016)

Jimmy Smits (* 9. Juli 1955 in New York City) ist ein US-amerikanischer Schauspieler.

## Leben und Leistungen
Smits Mutter stammt aus Puerto Rico, sein Vater aus Suriname und ist von niederländischer Herkunft. 1980 absolvierte Smits am Brooklyn College ein Studium der Theaterwissenschaft und erwarb 1982 an der Cornell University den akademischen Grad Master of Fine Arts.
1984 debütierte Smits in der Fernsehserie Miami Vice. In der Komödie Diese zwei sind nicht zu fassen (1986) sah man ihn neben Billy Crystal, Joe Pantoliano und Dan Hedaya. Einem breiten Publikum wurde er durch seine Rolle in der Anwaltsserie L.A. Law bekannt, in der Smits in den Jahren 1986 bis 1991 mitspielte. 1990 wurde er mit dem Viewers for Quality Television Award ausgezeichnet und 1991 für den Golden Globe Award nominiert. 1990 gewann er den Emmy Award, für den er 1987, 1988, 1989, 1991 und 1992 ebenfalls nominiert war.
In der Fantasykomödie Switch – Die Frau im Manne (1991) spielte er die Rolle von Walter Stone, dem Freund von Steve Brooks beziehungsweise Amanda Brooks (Ellen Barkin). Für die Hauptrolle im Filmdrama Meine Familie (1995), in dem eine der Nebenrollen mit Jennifer Lopez besetzt war, wurde er 1996 für den Independent Spirit Award nominiert.
Von 1994 bis 1998 hatte Smits eine der Hauptrollen in der Fernsehserie NYPD Blue und gewann für diese Rolle 1996 den Golden Globe Award, für den er 1997 und 1999 erneut nominiert wurde. In den Jahren 1995, 1996, 1997, 1998 und 1999 erfolgte abermals die Nominierung für den Emmy Award. In den Jahren 1998 und 1999 gewann er den ALMA Award. 1995 konnte er zusammen mit dem restlichen Ensemble einen Screen Actors Guild Award gewinnen und wurde 1996, 1997, 1998 und 1999 für diesen nominiert.
Von 2004 bis 2006 spielte Smits in der Fernsehserie The West Wing – Im Zentrum der Macht den demokratischen Präsidentschaftskandidaten Matt Santos. Für diese Rolle wurde er 2005 mit dem Imagen Foundation Award ausgezeichnet und 2006 für den Screen Actors Guild Award nominiert. Außerdem war er in der Krimiserie Dexter zu sehen. 2009 erhielt er für seinen Gastauftritt als Miguel Prado in der Episode Go Your Own Way seine 12. Emmy-Nominierung.
Zusätzliche Bekanntheit erlangte der Schauspieler mit der Rolle des Bail Organa, die er 2002 und 2005 in den Star-Wars-Filmen Star Wars: Episode II – Angriff der Klonkrieger und Star Wars: Episode III – Die Rache der Sith verkörperte und 2016 in Rogue One: A Star Wars Story sowie 2022 in Obi-Wan Kenobi wieder aufnahm. Synchronisiert wird er in dieser Rolle von Tom Vogt. Sein schauspielerisches Schaffen umfasst rund 60 Produktionen.
Smits war in den Jahren 1981 bis 1987 verheiratet und hat zwei Kinder.

## Filmografie (Auswahl)
- 1984: Miami Vice (Fernsehserie Episode 1x01)
- 1986: Diese zwei sind nicht zu fassen (Running Scared)
- 1986–1992: L.A. Law – Staranwälte, Tricks, Prozesse (L.A. Law, Fernsehserie, 107 Episoden)
- 1987: Das Ritual (The Believers)
- 1987: Im Netz des Todes (Stamp of a Killer)
- 1987: Highwayman (The Highwayman, Fernsehserie, Episode 1x01)
- 1989: Old Gringo
- 1991: Fires Within
- 1991: Der lange Weg ins Leben (Broken Cord)
- 1991: Switch – Die Frau im Manne (Switch)
- 1993: Tommyknockers – Das Monstrum (The Tommyknockers)
- 1993: Verführt – Schuldig oder nicht schuldig? (Gross Misconduct)
- 1994: Cisco Kid – Auf der Jagd nach dem Goldjungen (The Cisco Kid)
- 1994–1998, 2004: New York Cops – NYPD Blue (NYPD Blue, Fernsehserie, 90 Episoden)
- 1995: Meine Familie (My Family)
- 1995: Story Stripper – Schmutzige Zeilen (The Last Word)
- 1997: Der Psycho-Mörder (Murder in Mind)
- 2000: The Million Dollar Hotel
- 2000: Price of Glory
- 2000: Die Prophezeiung (Bless the Child)
- 2002: Star Wars: Episode II – Angriff der Klonkrieger (Star Wars: Episode II – Attack of the Clones)
- 2004–2006: The West Wing – Im Zentrum der Macht (The West Wing, Fernsehserie, 37 Episoden)
- 2005: Star Wars: Episode III – Die Rache der Sith (Star Wars: Episode III – Revenge of the Sith)
- 2007: Der Jane Austen Club (The Jane Austen Book Club)
- 2007: Cane (Fernsehserie, 13 Episoden)
- 2008: Dexter (Fernsehserie, 12 Episoden)
- 2009: Das Paradies der Mörder (El traspatio)
- 2009: Mütter und Töchter (Mother and Child)
- 2012–2014: Sons of Anarchy (Fernsehserie, 38 Episoden)
- 2016: Rogue One: A Star Wars Story
- 2016–2017: The Get Down (Fernsehserie, 11 Episoden)
- 2016–2017: Brooklyn Nine-Nine (Fernsehserie, 2 Episoden)
- 2017: 24: Legacy (Fernsehserie, 12 Episoden)
- 2017–2018: How to Get Away with Murder (Fernsehserie, 13 Episoden)
- 2019: Bluff City Law (Fernsehserie, 10 Episoden)
- 2020: The Tax Collector
- 2021: In the Heights
- 2022: Obi-Wan Kenobi (Fernsehserie, 3 Episoden)
- 2022–2023: East New York (Fernsehserie, 21 Episoden)
- 2025: Dexter: Wiedererwachen (Dexter: Resurrection, Fernsehserie, Episode 1x01)

## Videospiele
- 2008: Star Wars: The Force Unleashed als Bail Organa